# هسن
هِسِن (به آلمانی: Hessen) یکی از شانزده ایالت آلمان است. پایتخت این ایالت شهر ویسبادن است.
خاتی‌ها از اقوام ژرمن بودند که، پدران هسنیهای امروزی هستند. از کلمه «خاتی»، «هاتی» و سپس «هاسی» در سال ۷۰۰ میلادی و بعد «هِسی» (۷۳۸ ب. م) و هسن ساخته شد. اکثر مردم هسن پروتستان هستند و تنها ۲۶٪ خود را پیرو کلیسای رومی-کاتولیک می‌دانند. فرانکفورت بزرگ‌ترین شهر این ایالت است که خود به تنهایی ۶۵۵٬۰۰۰ نفر جمعیت دارد و جمعیت آن با حومه‌اش به ۲ میلیون می‌رسد. در ضمن قلب اقتصاد آلمان در این شهر است. در منطقه راین-ماین در جنوب هسن نیز تراکم صنعتی از همه‌جایِ آلمان بیشتر است. از لحاظ سیاسی، حزب دمکرات-مسیحی آلمان (CDU) با نخست‌وزیر رولاند کوخ هم‌اکنون در حال حکومت است. قانون ایالتی کنونی هسن در سال ۱۹۴۶ در ویسبادن نوشته شد و از خصوصیات ویژهٔ آن باقی ماندن و لغو نشدن مجازات اعدام در آن است. البته چون در قانون اساسی آلمان این مجازات مجاز نیست و قانون اساسی کشور بر قوانین ایالتی ارجحیت دارد، پس این مجازات به اجرا در نمی‌آید و قانون آن بی‌ارزش است.
لهجه‌های هسنی اکثراً جزو لهجِه‌های فرانکی یا مرکز-غربیِ آلمانی هستند.

## شهرهای مهم
- فرانکفورت
- ویسبادن
- کاسل
- دارمشتات
- افنباخ آم ماین
- هاناو
- گیسن
- ماربورگ